# Vagabond (film)
|  | Denne artikel er oprettet af botten Steenthbot ud fra en ekstern database. Den kan derfor have sproglige fejl eller mangler. Denne skabelon kan fjernes efter kontrol af indholdet. |

 For alternative betydninger, se Vagabond (flertydig). (Se også artikler, som begynder med Vagabond)
Vagabond er en dansk animationsfilm fra 2015 instrueret af Pedro Ivo Carvalho.

## Handling
En varmhjertet vagabond ser sin elskede hund blive kidnappet og må forfølge kidnapperen gennem en dyster storby.